# Mount Stephenson, Västantarktis
Mount Stephenson är ett berg i Antarktis. Det ligger i Västantarktis. Argentina, Chile och Storbritannien gör anspråk på området. Toppen på Mount Stephenson är 2 985 meter över havet, eller 341 meter över den omgivande terrängen. Bredden vid basen är 6,1 km. Mount Stephenson ingår i Douglas Range.
Terrängen runt Mount Stephenson är bergig åt nordväst, men åt sydost är den kuperad. Trakten är obefolkad. Det finns inga samhällen i närheten.